# Beica de Jos (gmina)
Beica de Jos – gmina w Rumunii, w okręgu Marusza. Obejmuje miejscowości Beica de Jos, Beica de Sus, Căcuciu, Nadășa, Sânmihai de Pădure i Șerbeni. W 2011 roku liczyła 2305 mieszkańców.